# 엔사이마다

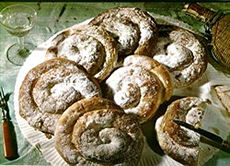

엔사이마다(ensaimada)는 스페인 발레아레스 제도 마요르카섬의 패스트리 제품이다. 남서부 유럽, 라틴 아메리카 및 필리핀에서 먹는 일반적인 요리이다. 마요르카 엔사이마다에 대한 최초의 언급은 17세기로 거슬러 올라간다. 그 당시 밀가루는 주로 빵을 만드는 데 사용되었지만 이 전형적인 페이스트리 제품은 축제와 축제를 위해 만들어졌다는 증거가 있다.
엔사이마다 데 마요르카(ensaïmada de Mallorca)는 강한 밀가루, 물, 설탕, 계란, 어머니 반죽 및 saïm이라는 돼지 고기 라드의 일종으로 만들어진다. 제품의 수작업 특성상 정확한 공식을 제시하기 어려우므로 각 성분의 비율을 정의하는 저울을 설정하여 우수한 품질의 전통 제품을 탄생시켰다. 이름은 라드를 의미하는 스페인어 단어 saín에서 유래했다. 패스트리는 종교 재판 기간 동안 당국의 의심을 피하는 수단으로 올리브 오일 대신 라드를 사용하는 bulemas에서 파생된 유대 기원을 가지고 있는 것으로 보인다.
마요르카섬과 이비사섬에는 전날 남은 엔사이마다 조각으로 만든 그레익소네라(greixonera)라는 과자가 있다.